# Kili Holm
Kili Holm ist eine flache Gezeiteninsel der Orkneyinseln in Schottland, die bei Ebbe über den Smithy Sound mit der südwestlich gelegenen Insel Egilsay verbunden ist. Kili Holm besteht aus rotem Sandstein. Auf der Insel, die als ertragsarme Schafweide verwendet wird, gibt es einen noch nicht untersuchten Cairn (Steinhügel).
Ungewöhnlich, und wie bei Egilsay, kann der Name des Holm eine gälische Etymologie haben. In diesem Fall bedeutete Cilles eine Mönchszelle. Egilsay könnte von eaglais (Kirche) abgeleitet sein. Es kann eine weitere „Papey“ bzw. Insel der Papar oder Culdeer gewesen sein.
Der Nordosten ist als Point of Ridden bekannt, der Nordwesten als Point of Pitten (ggf. auch Gälisch abgeleitet). Der Westen wird Marlow genannt.